# Posthof (Liebenburg)
Posthof ist eine Siedlung, die zum Ortsteil Othfresen in der Gemeinde Liebenburg im Landkreis Goslar in Niedersachsen gehört.

## Geographie
Folgende Orte umgeben Posthof:
- Hohenrode im Nordwesten
- Salzgitter-Bad im Norden
- Othfresen im Osten
- Heißum im Südosten
- Kunigunde und Jerstedt im Süden
- Ostharingen im Südwesten
- Upen im Westen

Am westlichen Ortsrand von Posthof fließt die Innerste.

## Geschichte
Posthof war seit der Gründung einer Postlinie im Jahr 1569 ein Knotenpunkt wichtiger Straßenverbindungen. Ein großes Postgebäude wurde aber erst im Jahr 1827 gebaut. Im Jahr 1869 führte jedoch der Bau der Eisenbahnstrecke von Hildesheim nach Goslar mit einem Bahnhof im benachbarten Othfresen zum Niedergang des Posthofs.

### Eisenhüttenwerk
Nach der Stilllegung der Postroute wurde 1869 im Ort von Bethel Henry Strousberg das Eisenhüttenwerk Othfresen errichtet. Es handelte sich um den ersten Industriebetrieb in Posthof und Othfresen. Hier wurde Eisenerz aus dem benachbarten Salzgitter-Höhenzug verhüttet, sodass sich immer mehr Arbeiter in Posthof ansiedelten. Aber schon 1874 wurde die Eisenproduktion eingestellt, da es in ganz Deutschland an Bedarf mangelte. Auf dem Werksgelände entstand 1883 eine Zuckerfabrik, die bis 1965 Bestand hatte.
Im Dritten Reich gewannen die Erzvorkommen im Salzgitter-Höhenzug zwar wieder an Bedeutung, die Verhüttung fand jedoch nicht mehr in Posthof statt.
Zur Geschichte des erneuten Eisenerzabbaus ab den 1930er Jahren siehe: Heimerode

## Wirtschaft und Infrastruktur
Im Norden von Posthof liegt heute ein Gewerbegebiet mit Einkaufsmärkten, einem Getränkehersteller, einem Röhrenwerk etc. Im Süden des Ortes liegen die ehemaligen Arbeitersiedlungen mit mehreren Dutzend Wohnhäusern in der Straße Am Camp und der Strousberg-Straße. Zudem befindet sich im Ort ein Hotel.

### Verkehrsanbindung
Posthof liegt direkt an der Bundesstraße 6, die Jerstedt und Goslar im Süden mit Salzgitter-Bad im Norden verbindet. Diese wird von der Landesstraße 500 gekreuzt, die nach Lutter am Barenberge, Ostlutter und Ostharingen im Westen sowie nach Othfresen, Liebenburg und Schladen im Osten führt.